# 赫弗利冰原島峰
75°33′S 128°34′W / 75.550°S 128.567°W
赫弗利冰原島峰（英語：Heverley Nunataks）是南極洲的冰原島峰，位於瑪麗伯德地，處於麥庫丁山脈東北面26公里，屬於麥庫丁山脈的一部分，美國地質調查局根據測量和該國海軍的空中照片繪入地圖，現時由南極條約體系管理。